# Maciej Wyderka
Maciej Wyderka (* 29. Juli 2002 in Piekary Śląskie) ist ein polnischer Leichtathlet, der sich auf den Mittelstreckenlauf spezialisiert hat.

## Sportliche Laufbahn
Erste internationale Erfahrungen sammelte Maciej Wyderka im Jahr 2021, als er bei den U20-Europameisterschaften in Tallinn mit 1:50,87 min im Halbfinale im 800-Meter-Lauf ausschied. 2023 belegte er bei den U23-Europameisterschaften in Espoo in 3:45,68 min den achten Platz im 1500-Meter-Lauf, ehe er bei den World University Games in Chengdu in 1:49,09 min die Goldmedaille über 800 Meter gewann. Im Jahr darauf kam er bei den Europameisterschaften in Rom mit 3:40,37 min nicht über den Vorlauf über 1500 Meter hinaus. Anschließend schied er bei den Olympischen Sommerspielen in Paris mit 3:36,79 min in der Hoffnungsrunde aus. 2025 erreichte er bei den Halleneuropameisterschaften in Apeldoorn das Halbfinale über 800 Meter und schied dort mit 1:46,17 min aus und im Juli gewann er bei den World University Games in Bochum in 1:48,01 min die Silbermedaille hinter dem Spanier David Barroso.
2024 wurde Wyderka polnischer Meister im 1500-Meter-Lauf sowie 2025 Hallenmeister über 800 Meter.

## Persönliche Bestleistungen
- 800 Meter: 1:44,23 min, 5. Juli 2025 in Posen
  - 800 Meter (Halle): 1:45,99 min, 4. Februar 2025 in Ostrava
  - 1000 Meter (Halle): 2:20,25 min, 13. Januar 2024 in Toruń
- 1500 Meter: 3:35,09 min, 28. Mai 2024 in Ostrava
  - 1500 Meter (Halle): 3:37,57 min, 16. Februar 2025 in Toruń